# إسماعيل عمر
إسماعيل عمر (1947 - 18 أكتوبر 2010) هو سياسي ومفكر كُردي سوري.

## حياته ونشأته
ولد في قرية قوي التابعة لناحية الدرباسية بمحافظة الحسكة سنة 1947،وهو خريج كلية الآداب جامعة دمشق، أسس مع مجموعة من رفاقه عام 1990م، حزب الوحدة الديمقراطي الكُردي في سوريا، وتزعمه حتى وفاته في يوم 18-10-2010م في مدينة القامشلي، أثر نوبة قلبية، عرف إسماعيل عمر بواقفه الوطنية المتزنة, وقد قاد الحركة الكُردية نحو إقامة علاقات متينة مع أطراف المعارضة السورية العربية، وأسس مع مجموعة من المعارضين السوريين تجمع إعلان دمشق.

## أسباب الوفاة
كان التقرير الطبي للمشفى الوطني بالقامشلي (مشفى حكومي) يشير إلى إن سبب الوفاة ازمة قلبية طبيعية, إلا إن تقريراً صحفي وبعد تحليل لقطات فيديو من عملية إسعافه أشار إلى وجود كدمات عدة وأثار مقاومة على جسده، ذلك ما نفاه الحزب رسمياً فيما أكدته تقارير صحفية وشهود عيان, واعتبرت المخابرات السورية هي الجهة المسؤلة عن وفاته.

## إنظر أيضاً
- حزب الوحدة الديمقراطي الكردي في سوريا (يكيتي)

## وصلات خارجية
- جريدة الوحدة عدد خاص بمناسبة رحيل الأستاذ إسماعيل عمر /207/ - تشرين الأول 2010[وصلة مكسورة]
- إسماعيل عمر غائباً حاضراً - الطبعة الأولى تشرين الثاني 2011- إصدار منظمة أوروبا لحزب الوحـدة الديمقراطي الكردي في سوريا (يكيتي)
- ستريت يسلط الضوء على مقتل رئيس حزب الوحـدة الديمقراطي الكردي